# Jedlina-Zdrój
Jedlina-Zdrój este un oraș în voievodatul Silezia Inferioară din sud-vestul Poloniei.